# George Brett
George Howard Brett (nascido em 15 de maio de 1953) é um ex-jogador profissional de beisebol que atuou como terceira base e rebatedor designado por 21 anos na Major League Baseball (MLB) pelo Kansas City Royals.
As 3.154 rebatidas de Brett na carreira é o maior número entre homens de terceira base na história das grandes ligas e 16º em todos os tempos. Ele é um de cinco jogadores na história da MLB a acumular 3.000 rebatidas, 300 home runs e ter aproveitamento de 30% (sendo os outros Hank Aaron, Willie Mays, Stan Musial e Albert Pujols. Foi induzido ao Baseball Hall of Fame em 1999 na primeira votação e é o único na história da MLB a vencer o título em rebatidas em três décadas diferentes.
Brett foi nomeado treinador interino dos rebatedores dos Royals em 30 de maio de 2013, mas saiu da posição em 25 de julho, a fim de retomar a sua posição como vice-presidente de operações de beisebol.